# ЛВС-89

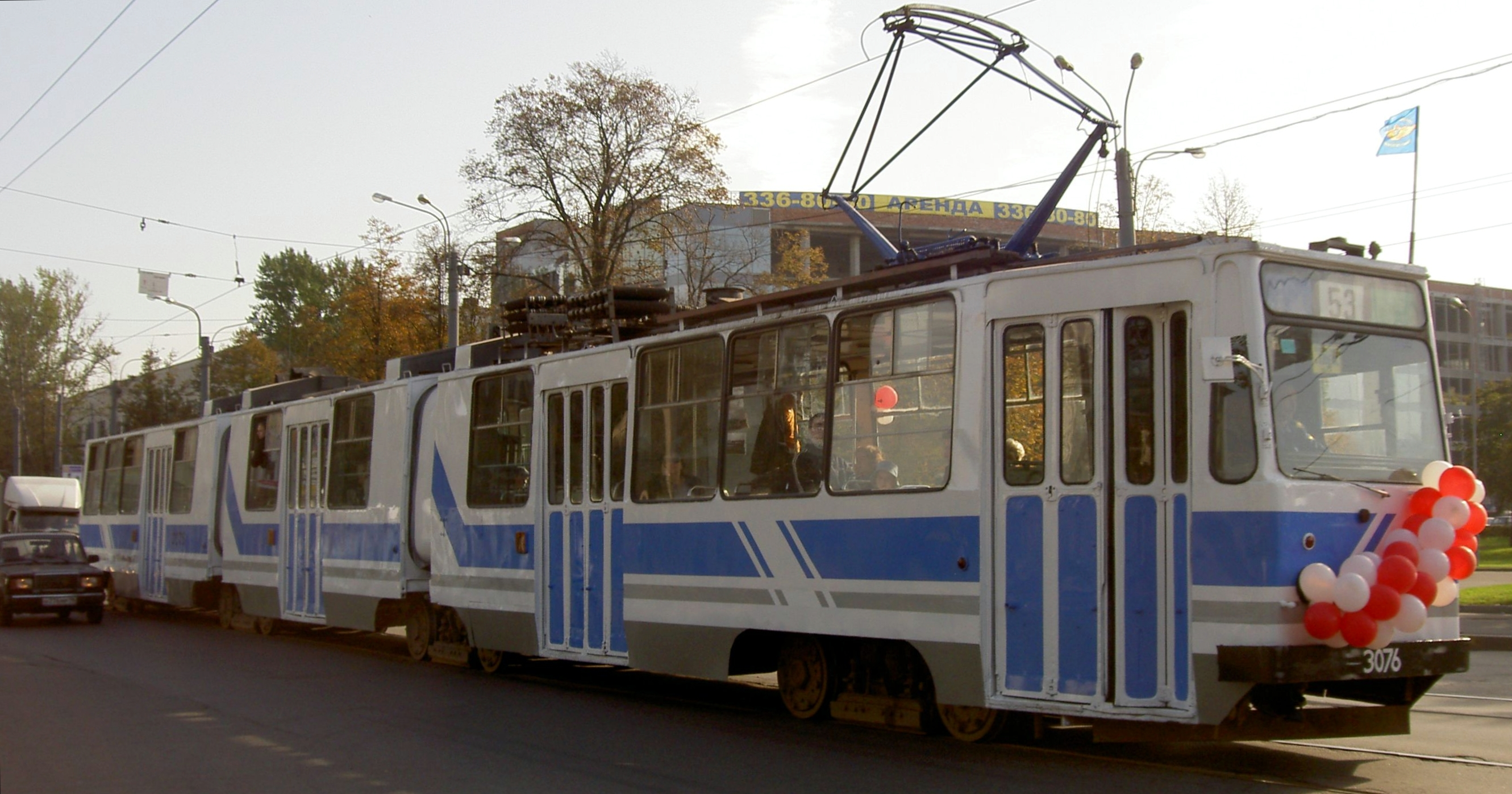
Трамвай ЛВС-89 на проспекте Добролюбова в Санкт-Петербурге

ЛВС-89 (71-89) — советский опытный восьмиосный сочленённый трамвайный вагон. Единственный экземпляр построен на Ленинградском трамвайно-троллейбусном заводе в декабре 1989 года. В 1990 году был занесён в Книгу рекордов Гиннесса как самый длинный вагон, в 2008 году потерял пальму первенства после постройки 71-154.
Трамвайный вагон ЛВС-89, инв. № 3076, работал в Санкт-Петербурге в 1989—2006 годах. В декабре 2006 года вагон снят с пассажирской эксплуатации и передан в Музей электрического транспорта Санкт-Петербурга.

## Технические подробности
ЛВС-89 является восьмиосной версией вагона ЛВС-86 и отличается от него только добавленной средней секцией.
Вагон имеет 52 посадочных места и способен перевозить более 450 пассажиров с полной нагрузкой. Размеры ЛВС-89 составляют: 30 000 мм общая длина, 2550 мм ширина и 3146 мм высота; общая масса без пассажиров 39 тонн.